# Craft (groupe)
Craft est un groupe suédois de black metal, originaire de Dalécarlie. Leur style musical se rapproche de celle des principaux groupes de black metal norvégien comme Darkthrone et Burzum.

## Biographie
Le groupe est formé en 1994 sous le nom de Nocta. Après avoir enregistré une démo en 1996, le groupe change de nom en 1998 pour Craft. Ils publient une démo intitulée Total Eclipse en 1999, et obtiennent ainsi leur premier contrat. Ils enregistrent et publient leur premier album studio, Total Soul Rape, en 2000, aux côtés du chanteur Nox. Ils publient un deuxième album studio intitulé Terror Propaganda en 2002 sur son label Selbstmord Services. En 2005, le groupe publie un nouvel album intitulé Fuck the Universe au label Carnal Records.
Après six ans d'inactivité, Craft revient avec un nouvel album studio intitulé Void en 2011,, qui est accueilli d'une manière mitigée selon les sources,,.
En juin 2015, ils annoncent leur signature au label Season of Mist. À la fin de 2015, ils sont annoncés au Inferno Metal Festival, du 23 au 26 mars 2016.

## Style musical
Craft joue un black metal à la Darkthrone, et cite s'inspirer de plusieurs autres groupes comme Burzum, Trelldom, Thorns, Piledriver et Black Sabbath. Ils disent aussi s'inspirer de la musique électronique.

## Membres

### Membres actuels
- Joakim Karlsson - basse (1998-2008), guitare rythmique (depuis 1998)
- Nox - chant (depuis 2000)

### Anciens membres
- Daniel Halén – batterie (1994–2005)
- Björn Petterson – chant, en session pour Total Soul Rape

## Discographie
- 2000 : Total Soul Rape
- 2002 : Terror, Propaganda - Second Black Metal Attack
- 2005 : Fuck the Universe
- 2011 : Void
- 2018 : White Noise and Black Metal